# Karel Halla (diplomat)
Karel Halla mladší (29. března 1876 Jaroměř – 7. září 1939 Řevnice) byl český diplomat Rakouska-Uherska, posléze Československa, člen Maffie, organizace tzv. Prvního československého odboje okolo Tomáše Garrigue Masaryka. Před vznikem Československa působil zejména v Albánii a Srbsku, v letech 1919 až 1920 pak působil jako první vyslanec ČSR v Belgii.

## Život

### Mládí
Narodil se v Jaroměři do rodiny poslance Českého zemského sněmu a starosty města Karla Hally staršího. Po vychození obecné školy absolvoval gymnázia následně vystudoval vídeňskou Orientální akademii (později c. a k. Konzulární akademie ve Vídni), prestižní rakouskou instituci pro vzdělávání budoucích diplomatů. Postupně dosáhl znalosti několika světových jazyků, včetně němčiny, francouzštiny či angličtiny. Navštívil řadu zemí ve východní Evropě, na Balkáně a také tureckou část Osmanské říše.

### Diplomat
Roku 1900 vstoupil Halla státních služeb a byl zaměstnán rakouským ministerstvem zahraničí ve Vídni. Nejprve byl umístěn jako rakousko-uherský atašé v albánském Skadaru, následně od roku 1903 působil jako na rakousko-uherském velvyslanectví v Teheránu v Persii, které posléze jakožto chargé d'affaires vedl. Roku 1913 se vrátil zpět do Albánie, působil v Drači, následně uprchl před armádami Černé Hory do Bělehradu, kde působil až do konce první světové války. Jakožto český vlastenec rovněž po vypuknutí války zapojil do aktivit tajné organizace Maffie kolem exilové skupiny Tomáše Garrigue Masaryka, Edvarda Beneše a Milana Rastislava Štefánika zasazujících se o vznik samostatného Československa.

### Vyslanec Československa
Posléze se stal kariérním diplomatem při rezortu ministerstva zahraničních věcí ČSR. V roce 1919 byl umístění jako zástupce vyslance ve Bruselu jmenován vyslancem ČSR v Belgii, kde nahradil pozdější vyslanec Karel Mečíř. V letech 1920 až 1922 pracoval ve Washingtonu D.C. ve Spojených státech, kde nahradil dosavadně působícího chargé d’affaires a.i. Jana Masaryka. V létě 1924 nastoupil vyslaneckou misi v Čínské republice, v letech 1928 až 1931 působil jako vyslanec v Japonsku. Po tříletém působení na ministerstvu v Praze pak v letech 1935 až 1937 zastával post velvyslance v turecké Ankaře. Následně odešel do penze.

### Úmrtí
Karel Halla mladší zemřel 7. září 1939 v Řevnicích čp. 106 ve věku 65 let.